# Irländsk julafton

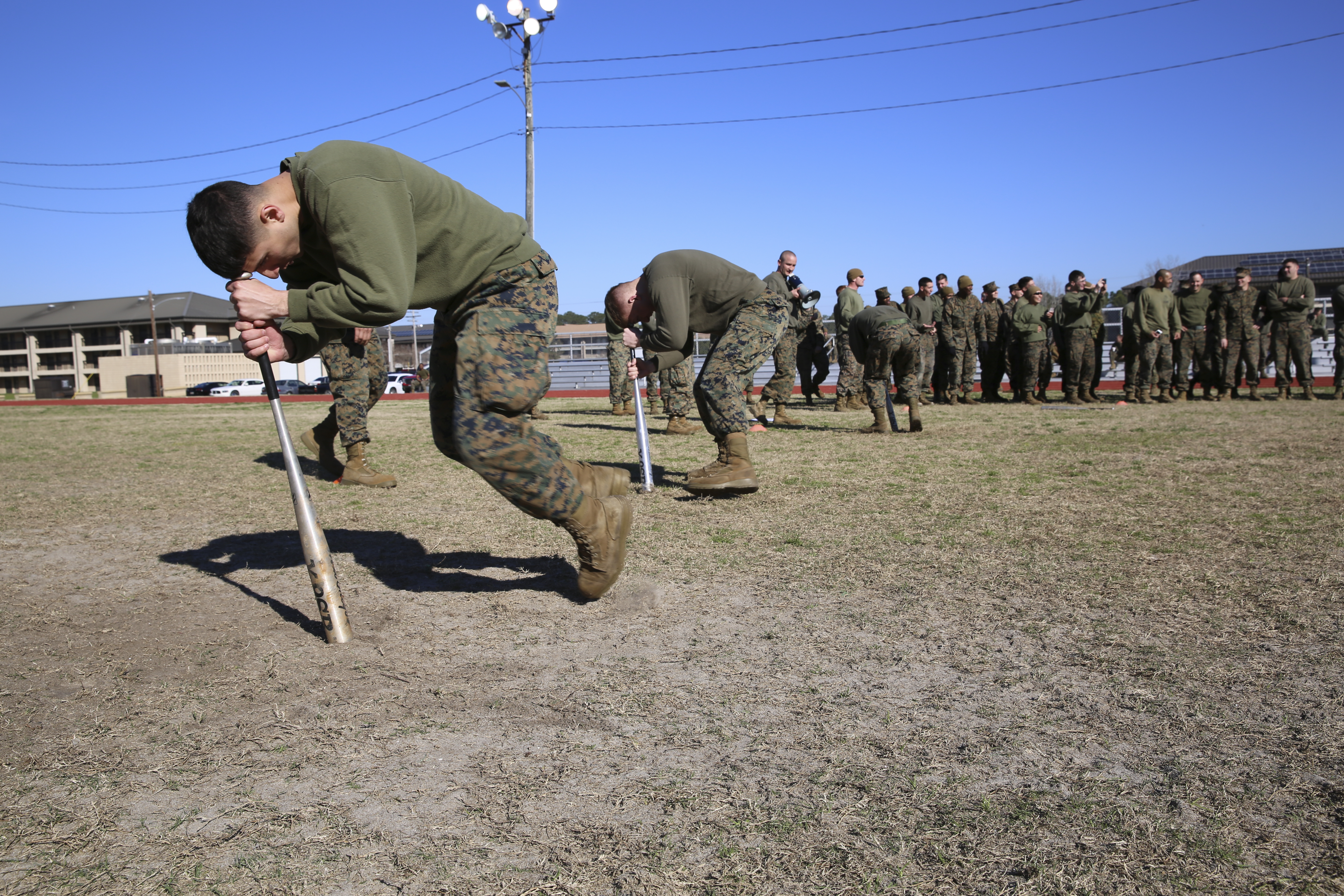
Amerikanska flottister snurrar runt ett basebollträ 20 varv och springer.

Irländsk julafton, irländsk fylla, norsk fylla, spansk fylla, är en lek som går ut på att man står framåtböjd med pannan mot en käpp eller liknande föremål och snurrar ett visst antal varv innan man skall ta sig runt en bana.
Banan kan variera från att vara komplicerad till något så enkelt som att runda en kon (det vanligaste alternativet). Leken anses svår då snurrningarna kombinerat med den framåtlutande ställningen frambringar yrsel och hämmar orienteringsförmågan. Olika personer är olika känsliga för dessa slags aktiviteter, och det är inte ovanligt att illamående förekommer.
I engelskan går liknande lekar under namnet dizzy bat.